# ألويس، ولي عهد ليشتنشتاين
ألويس ولي عهد ليشتنشتاين (بالألمانية: Alois von und zu Liechtenstein) (11 يونيو 1968) الابن الأكبر لهانس آدم الثاني، أمير ليختنشتاين، وماري، أميرة ليختنشتاين يشغل منصب ولي عهد ليختنشتاين منذ 15 أغسطس 2004 وهو متزوج من الأميرة صوفي.

## روابط خارجية
- ألويس، ولي عهد ليشتنشتاين على موقع الموسوعة البريطانية (الإنجليزية)
- ألويس، ولي عهد ليشتنشتاين على موقع مونزينجر (الألمانية)